# Олександрівка (Сарненський район)
Олекса́ндрівка — село в Україні, у Рокитнівській селищній громаді Сарненського району Рівненської області. Станом на 01.01.2015 року в селі налічується 185 дворів, де проживає 504 осіб.

## Географія
Село Олександрівка розташоване за 10 кілометрів на північ від центру громади і залізничної станції Рокитне — Волинське. Межує на північ з селом Масевичі — 5 км, на схід с. Кисоричі -3 км, на південь Карпилівка — 9 км.
На північно-західній стороні від села бере початок річка Грабівка, права притока Льви. На захід від села розташоване заповідне урочище «Острівні дубові насадження».

## Історія
Село Олександрівка утворилось у 1908—1912 роках.
На той час це було невеличке поселення, в основному це були члени однієї родини, Згодинськіх. Вочевидь, від власного імені одного з них Олександер і пішла назва Олександрівська Слобода. За часів Польщі село мало назву Александровка, однак воно було малочисельним.
Масове переселення в село відбулось під час масової колективізації, шляхом примусового переселення мешканців з сусідніх хуторів, у тому числі з хутору Дуброва (ліс на півночі Олександрівки). Хутір Дуброва (Діброва) також згадується у «Кресова книга справедливих» (пол. Kresowa księga sprawiedliwych). Дуброва, гміна Кисоричи — польський хутір. У половині грудня 1943 р. було вбито кільканадцять осіб. За відмову участі в нападі були вбиті українці Фелікс Брода, Леон Деменчук, Жук, а четвертий мав ім'я Платон. Українець Микола Коломіець попереджав мешканців околишніх сіл про заплановані акції УПА, врятувавши багато поляків. В хуторі Дуброва наразі ніхто не живе. Залишились лише назви місцин, що свідчать про колишніх власників землі: Панасовське, Кривдовське, Платонове, Жукове, Бродовське, Шереметовське, Котове та інші.
Перша письмова згадка про село відноситься до 1915 року.
Село було розташоване не далеко від Княжого тракту-путівця часів Київської Русі, що з'єднував Київ з Європою. В урочищі Бухти за селом Олександрівка був «Красний стовп», на якому була відмітка 250 верств від столичного града Києва. Стовпа вже немає, але старожили його пам'ятають.
Свідченням того, що село має давню історію, є також те, що перша церква побудована як ознака прийняття християнства у Київській Русі і розміщувалась понад самим трактом. Давність Вознесенської церкви підтверджується історичними джерелами, у яких згадуються походи загонів Богдана Хмельницького 1648 року та освячення зброї, відправлення молебню в церкві. Нині діюча Свято-Покровська церква відзначила в 2012 році свій сторічний ювілей.

## Населення
За переписом населення 2001 року в селі мешкало 485 осіб.

### Мова
Розподіл населення за рідною мовою за даними перепису 2001 року:
| Мова       | Відсоток |
| ---------- | -------- |
| українська | 99,79 %  |
| білоруська | 0,21 %   |

## Освіта та культура

### Олександрівська ЗОШ Іст.
На території села діє: загально-освітня школа І ст. Польська влада надавала великого значення освіті. Навчання проходило по хуторах. Учні початкової школи вивчали арифметику та польську мову. Навчання проводилось польською мовою, що викликало труднощі дітям. Після встановлення радянської влади діти так само навчались у пристосованих приміщеннях і тільки в 1961 році було збудовано Олександрівську початкову школу. Навчання проводилось у дві зміни, бо було всього дві класні кімнати і маленька кімната для вчителів. Першими вчителями були Трохимчук Ніна Дмитрівна та Бричка Іван Васильович. Цього ж року діти висадили навколо школи багато берізок, які зараз оточують школу високим зеленим вінком. На сьогоднішній день завідувачкою Олександрівської ЗОШ І ст. працює Шупрудько Олена Петрівна.
Після закінчення Олександрівської ЗОШ І ступеня учні продовжують навчання в Кисорицькій ЗОШ І-ІІІ ступенів.

### Клуб с. Олександрівка
Олександрівський сільський клуб побудовано в 1966 році. Першим завідувачем клубу був Козаченко Євтух Сергійович. В посаді завідувача клубу працювали Бугайчук С. М., Євпат М. О., Шеремет М. В. На даний час завідувачкою клубу є Шеремет Марія Дмитрівна. В клубі працюють гуртки художньої самодіяльності: фольклорний, художнього читання, дитячий вокальний.
Учасники художньої самодіяльності є активними учасниками районних фестивалів, концертів, інших святкових заходів.

## Публічно-шкільна бібліотека
Олександрівська сільська бібліотека була відкрита як пункт видачі літератури від Кисорицької сільської бібліотеки в 1967 році.
Першим бібліотекарем була Остапович Надія Адамівна. Фонд бібліотеки нараховував 200 екземплярів книг та брошур. В 1969 році бібліотека стала самостійною одиницею відділу культури. В 1970—1973 рр. завідувачкою бібліотека була Холоївська Я. М., з 1973 по 1977 рр. працювала Богданець Г. Д.
В 1979 році бібліотеку прийняла Рабець Надія Григорівна, яка і по сьогоднішній день працює в книгозбірні.
В селі працює початкова школа. В 1-4 класах навчається близько 50 дітей. Але в цій школі окремого приміщення для бібліотеки не було. Бібліотечний фонд розміщувався в класних кімнатах. З 2002 року фонд шкільної бібліотеки був переданий до сільської книгозбірні.
На 01.01.2015 року публічно-шкільна бібліотека с. Олександрівки займає дві кімнати загальною площею 32м2. Послугами бібліотеки користується 280 чоловік, з них 80 — діти.

## Медицина
Олександрівський фельдшерсько-акушерський пункт побудовано в 1960 році. Першою завідувачкою фельдшерсько-акушерського пункту була Павлюк Галина Володимирівна, санітаркою Козаченко Марина Максимівна. В 1985 році фельдшерсько-акушерському пункту було збудовано нове приміщення. Завідувачкою фельдшерсько-акушерського пункту — Бричка Галина Йосипівна, медсестра — Кривда Оксана Миколаївна, санітарка — Огороднік Галина Іванівна.
Дем'янчук Микола Степанович народився 13 вересня 1919 року в с. Кисоричі Сарненського району (нині Рокитнівський район) Рівненської області. В 1944 році був призваний на фронт. З 2 травня 1944 року по 2 липня 1945 року служив мінометником у складі 954 полку. Був поранений в ліву ногу. Після закінчення війни в 1945 році повернувся в рідне село. За бойові заслуги нагороджений орденами та медалями.
Нагороди:
Орденом Вітчизняної війни ІІ ступеня,
Медаль «Захиснику Вітчизни»
Медаллю «За Перемогу над Німеччиною у Великій Вітчизняній війні 1941—1945 рр.», Медаллю «За взяття Кенігсберга»,
Ювілейною медаллю «50 років Збройних сил СРСР»,
Ювілейною медаллю «70 років Збройних сил СРСР».